# Tim Matheson
Pour les articles homonymes, voir Matheson.

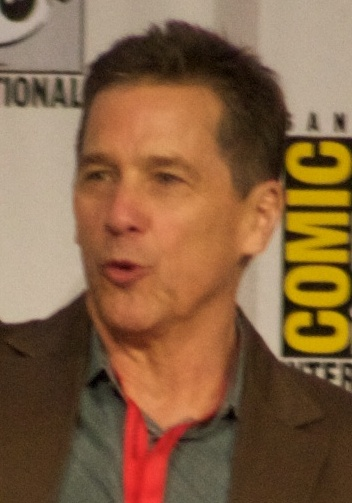
Tim Matheson au Comic-Con en 2010.

Tim Matheson est un acteur, réalisateur et producteur américain, né le 31 décembre 1947 à Glendale, en Californie (États-Unis).

## Biographie

### Enfance et formation
Tim est né Timothy Lewis Matthieson à Glendale, en Californie, une banlieue de Los Angeles, fils de Sally et Clifford Matthieson, un pilote d'entraînement 
Il parle couramment le français.

### Carrière
Début 2011, il obtient le rôle principal du Dr Bertram « Brick » Breeland dans la série dramatique Hart of Dixie, ou Zoé Hart au Québec, créée par Josh Schwartz et Leila Gerstein et diffusée entre le 26 septembre 2011 et le 27 mars 2015 sur The CW.
Le 13 mars 2015, la créatrice de la série, Leila Gerstein, annonce que la série a été annulée après quatre saisons et 76 épisodes. Néanmoins, elle précise que la série aura une véritable fin, l'équipe s'étant préparée à l’annulation. Le 7 mai 2015, The CW officialise l'annulation.
En 2019, il obtient le rôle principal du Dr Vernon « Doc » Mullins dans la nouvelle série dramatique,Virgin River créée par Sue Tenney et basée sur la série de livres Virgin River de Robyn Carr (en), disponible depuis le 6 décembre 2019 sur Netflix avec Alexandra Breckenridge, Martin Henderson et Annette O'Toole.
Épouses :  
- Elizabeth Marighetto depuis mars 2018. Ils vivent ensemble à Hollywood, en Californie ;

- Megan Murphy Matheson (m. 1985–2010), avec qui ils a eu trois enfants : Cooper, Emma, Molly ;
- Jennifer Leak (m. 1968–1971).

## Filmographie

### Comme acteur

#### Cinéma
- 1967 : Divorce à l'américaine (Divorce American Style) de Bud Yorkin : Mark Harmon
- 1968 : Les tiens, les miens, le nôtre (Yours, Mine and Ours) de Melville Shavelson : Mike Beardsley
- 1969 : How to Commit Marriage (en) de Norman Panama : David Poe
- 1973 : Magnum Force de Ted Post : Phil Sweet
- 1976 : The Captive: The Longest Drive 2 de Barry Shear : Quentin Beaudine
- 1978 : American College (National Lampoon's Animal House) de John Landis : Eric « Otter » Stratton
- 1978 : Almost Summer (en) de Martin Davidson : Kevin Hawkins
- 1979 : Dreamer de Noel Nosseck : Harold "Dreamer" Nuttingham
- 1979 :  Le Retour du gang des chaussons aux pommes (The Apple Dumpling Gang Rides Again) de Vincent McEveety : Jeff Reed
- 1979 : 1941 de Steven Spielberg : capitaine Loomis Birkhead
- 1982 : A Little Sex de Bruce Paltrow : Michael Donovan
- 1983 : To Be or Not to Be de Alan Johnson : lieutenant Andrei Sobinski
- 1984 : The House of God de Donald Wrye : Roy Basch
- 1984 : Les Branchés du Bahut de Robert Butler : Bob McGraw
- 1984 : Impulse de Graham Baker : Stuart
- 1985 : Fletch aux trousses (Fletch) de Michael Ritchie : Alan Stanwyck
- 1989 : Cannonball III (Speed Zone!) de Jim Drake : Jack O'Neill
- 1989 : Body Wars (attraction du parc Epcot) : capitaine Braddock
- 1990 : Solar Crisis de Richard C. Sarafian : Steve Kelso
- 1991 : Drop Dead Fred d'Ate de Jong : Charles
- 1996 : Black Sheep de Penelope Spheeris : Al Donnelly
- 1996 : Midnight Heat de Harvey Frost : Tyler Grey
- 1996 : Les Nouvelles Aventures de la famille Brady (A Very Brady Sequel) d'Arlene Sanford : Roy Martin / Trevor Thomas
- 1998 : A Very Unlucky Leprechaun de Brian Kelly : Howard Wilson
- 1999 : Elle est trop bien (She's All That) de Robert Iscove : Harlan Siler
- 1999 : Une vie à deux (The Story of Us) de Rob Reiner : Marty
- 2001 : Chump Change de Stephen Burrows : Simon 'Sez' Simone
- 2002 : American Party (Van Wilder) de Walt Becker : Vance Wilder Sr.
- 2003 : Where Are They Now?: A Delta Alumni Update (vidéo) : docteur Eric 'Otter' Stratton, OB / GYN
- 2009 : En territoire ennemi : Mission Colombie (Behind Enemy Lines: Colombia) de Tim Matheson : : Carl Dobbs
- 2009 : American Pie : Les Sex Commandements (American Pie Presents: The Book of Love) de John Putch : Carlito (caméo)
- 2017 : Jumanji: Bienvenue dans la jungle (Jumanji: Welcome to the Jungle) de Jake Kasdan : le vieil homme Vreeke
- 2018: 6 Balloons de Marja-Lewis Ryan : Gary
- 2019 : Child's Play : La Poupée du mal (Child's Play) de Lars Klevberg : Henry Kaslan

#### Télévision

##### Séries télévisées
- 1961 : Window on Main Street : Roddy Miller (1961-1962)
- 1965 : Sinbad Jr. : Sinbad Jr. (voix)
- 1966 : Space Ghost : Jace (voix)
- 1967 : Samson & Goliath : Samson (voix)
- 1959 : Bonanza : Griff King (1972-1973)
- 1969 : Le Virginien : saison 8 épisode 01 (The long ride home) : Jim Horn
- 1976 : Sur la piste des Cheyennes (The Quest) : Quentin Beaudine
- 1978 : La Conquête de l'Ouest (How the West Was Won) (saison 2, épisodes 3 & 4) : Curt Grayson
- 1978 : Les Têtes Brûlées (saison 2, épisode 4) : Bud Warren
- 1988 : Just in Time : Harry Stadlin
- 1991 : Charlie Hoover : Charlie Hoover
- 1997 : The Legend of Calamity Jane : capitaine John O'Rourke (voix)
- 1998 : La loi du colt : Reverend Jeremiah Early
- 1999-2006 : À la Maison-Blanche (The West Wing) : John Hoynes
- 2001 : Wolf Lake : Shérif Matthew Donner
- 2002 : Un gars du Queens : Dr Farber
- 2002 : Edition spéciale (Breaking News) : Bill Dunne
- 2003 : FBI : Portés disparus : Dr Aaron Morrison
- 2003 : Ed : Peter Evashavik
- 2003 : Agence Matrix (Threat Matrix)
- 2004 : Judas : Ponce Pilate
- 2007 : Shark : Juge Andrew Bennett
- 2008 : Entourage : Steve Parls
- 2008-2011 : Burn Notice : Larry Sizemore
- 2010 : FBI : Duo très spécial : Edward Walker
- 2011-2015 : Hart of Dixie : Dr Brick Breeland
- 2013 : Les Experts: Oliver Tate
- 2016 : Motive : Brent Rodman
- 2017 : Snowfall : George Miller
- 2017-2018 : Me, Myself and I : Richard
- 2017-2019 : Madam Secretary : Fred Moran
- 2018 : The Good Fight : Tully Nelson
- 2018 : The Affair : James
- 2019 : Ryan Hansen Solves Crimes on Television : Steve
- 2019 : Les Goldberg : Eric
- 2019 : This Is Us : Dave Malone
- depuis 2019 : Virgin River : Dr Vernon "Doc" Mullins (rôle principal)
- depuis 2019 : Fast and Furious : Les Espions dans la course : General Dudley (voix)
- 2023 : Code Quantum : Neal Russell   (saison 2 épisode 4)

##### Téléfilms
- 1967 : The Mystery of the Chinese Junk de Larry Peerce : Joe Hardy
- 1971 : Hitched (en)'' : Clare Bridgeman
- 1971 : Owen Marshall, Counselor at Law (en) : Jim McGuire
- 1971 : Lock, Stock and Barrel : Clarence Bridgeman
- 1974 : Remember When : Warren Thompson
- 1975 : Le Dernier Jour : Emmet Dalton
- 1975 : The Runaway Barge : Danny Worth
- 1976 : The Quest: The Longest Drive : Quentin Beaudine
- 1976 : The War Widow (en) : le mari d'Amy (voix)
- 1977 : The Hemingway Play
- 1977 : Mary White : William L. White
- 1982 : Bus Stop : Beauregard 'Beau' Decker
- 1983 : Écoute ton cœur (Listen to Your Heart) : Josh Stern
- 1984 : The Best Legs in the 8th Grade : Mark Fisher
- 1985 : Obsessed with a Married Woman : Tony Hammond
- 1986 : Justice aveugle (en) (Blind Justice) : Jim Anderson
- 1987 : Étalage public (Warm Hearts, Cold Feet) : Mike Byrd
- 1987 : Le Mystère de la baie (Bay Coven) : Jerry Lebon
- 1989 : Nikki and Alexander : Alexander
- 1989 : The Littlest Victims : docteur James Oleske
- 1989 : Little White Lies : docteur Harry MacRae
- 1990 : Enterré vivant (Buried Alive) : Clint Goodman
- 1990 : Joshua's Heart : Tom
- 1991 : Vengeance diabolique (Sometimes They Come Back) : Jim Norman
- 1991 : Mauvaise Rencontre (The Woman Who Sinned) : Michael Robeson
- 1992 : Quicksand: No Escape : Scott Reinhardt
- 1993 : Relentless: Mind of a Killer : docteur Peter Hellman
- 1993 : Amours à hauts risques (Dying to Love You) : Roger Paulson
- 1993 : Shameful Secrets : Daniel
- 1993 : A Kiss to Die For : William Tauber
- 1993 : Harmful Intent : docteur Rhodes
- 1994 : Parfum de meurtre (Target of Suspicion) : Nick
- 1994 : Au-dessus de tout soupçon (While Justice Sleeps) : Winfield 'Win' Cooke
- 1995 : Fast Company : détective Jack Matthews
- 1995 : La Mort en jeu (Tails You Live, Heads You're Dead) : détective McKinley
- 1995 : Jonny Quest vs. the Cyber Insects : 4-Dac (voix)
- 1996 : An Unfinished Affair : Alex Connor
- 1996 : Twilight Man : Jordan P. Cooper
- 1996 : Secrets enfouis (Buried Secrets) : Clay Roff
- 1996 : Le Mensonge de Noël (Christmas in My Hometown) : Jacob (Jake) Peterson
- 1997 : Trahison intime (Sleeping with the Devil) de William A. Graham : Dick Strang
- 1997 : Désigné coupable (Trial & Error) : Peter Hudson
- 1997 : Enterré vivant 2 (en) (Buried Alive II) : Clint Goodman
- 1998 : Rescuers: Stories of Courage: Two Families : Adolf Althoff (segment We Are Circus)
- 1998 : Un si long sommeil (Forever Love) : Alex Brooks
- 1998 : Jeux de piste (Catch Me If You Can) : Norm
- 1999 : Sous le charme d'un intrus (At the Mercy of a Stranger) : John Davis
- 2000 : Le Poids du secret (Sharing the Secret) : John Moss
- 2000 : Dans les filets de l'amour (Navigating the Heart) : John Daly
- 2000 : Hell Swarm : Kirk Bluhdorn
- 2000 : Jackie Bouvier Kennedy Onassis : John F. Kennedy
- 2001 : Un nouveau départ (Second Honeymoon) : George
- 2002 : Moms On Strike : Alan Harris
- 2003 : Martha, Inc.: The Story of Martha Stewart : Andy Stewart
- 2003 : Un été avec mon père (The King and Queen of Moonlight Bay) : Al Dodge
- 2006 : Pour sauver ma fille (Augusta, Gone) : Ben Dudman
- 2008 : To Love and Die : James White
- 2009 : Body Politic : Sénateur Webster
- 2015 : The Prince : Soloman
- 2015 : Le renne des neiges (Last Chance for Christmas) de Gary Yates : Reginald Buckley
- 2016 : Killing Reagan : Ronald Reagan
- 2017 : Un Noël à New York (Magical Christmas Ornaments) : J.P. Presley

### comme réalisateur
- 1982 : St. Elsewhere (série télévisée)
- 1994 : La Force du déshonneur (Breach of Conduct) (TV)
- 1995 : La Mort en jeu (Tails You Live, Heads You're Dead) (TV)
- 1997 : Enterré vivant 2 (en) (Buried Alive II) (TV)
- 1999 : Mission d'élite (In the Company of Spies) (TV)
- 2000 : Hell Swarm (TV)
- 2000 : Ed (série télévisée)
- 2006 : Pour sauver ma fille (Augusta, Gone) (TV)
- 2008 : Confessions d'une star (True Confessions of a Hollywood Starlet) (TV)
- 2009 : En territoire ennemi : mission Colombie  (Behind Enemy Lines: Colombia)
- 2009 : Esprits criminels : Esprits criminels (Saison 4 Épisode 13 : Rite de passage = Bloodline) (série TV)

### comme producteur
- 1989 : Vengeance aveugle (Blind Fury)
- 1994 : La Force du déshonneur (Breach of Conduct) (TV)
- 2004 : Cold Case : Affaires classées (Cold Case) (série télévisée)
- 2005 : Don't Come Knocking de Wim Wenders